# Генрих I де Бурбон-Конде
Генрих I де Бурбон-Конде (фр. Henri de Bourbon, prince de Condé, 29 декабря 1552, Ла-Ферте-су-Жуар — 5 марта 1588, Сен-Жан-д’Анжели), был принцем крови, выступавшим на стороне протестантов во время религиозных войн. Соперник Генриха Наваррского, убежденный протестант, проведший многочисленные военные кампании против королевских войск.

## Происхождение
Сын Людовика I де Бурбон-Конде, первого принца Конде, и Элеоноры де Руси де Руа. Генрих рос в атмосфере воинствующего кальвинизма. Он был двоюродным братом Генриха Наваррского (будущего короля Генриха IV) (отцы приходились друг другу родными братьями), вместе с которым он воевал во время третьей религиозной войны.

## Биография
В 1572 году женился в Бланди на своей кузине Марии Клевской за неделю до свадьбы Генриха и Марго. Во время событий Варфоломеевской ночи ему пришлось спасать свою жизнь путём отречения от кальвинизма.
После участия в осаде Ла Рошели 1573 году король вернул принцу Конде пост губернатора Пикардии. Во время своего пребывания в Амьене тот получил известие о поражении Заговора Недовольных и скрылся в Германии.
Конде возглавлял протестантов в четвертой, пятой и шестой религиозных войнах. Убеждённый кальвинист, он быстро доказал своё право на это почётное место. Принц встал в оппозицию к своему двоюродному брату Генриху Наваррскому, которого он упрекает в религиозной беспринципности. Однако перед лицом католической угрозы двоюродные братья были вынуждены объединиться. Они сражались бок о бок в битве при Кутра в 1587 году.
Став губернатором Пикардии, Конде не пользовался популярностью среди местных католиков, которые начали образовывать первые католические лиги. Конде женился вторым браком на Шарлотте-Екатерине де ла Тремуй, дочери Луи III де Ла Тремуй и сестре Клода де ла Тремуй. Он загадочным образом умер в 1588 году, что дало повод подозревать Шарлотту в организации отравления мужа, после того как она ему изменила. Сам Генрих Наваррский не избежал подозрений в организации устранения своего политического соперника.
С Генриха I де Бурбон-Конде началась традиция хоронить членов семьи в церкви в Валлери. Попавшая в тюрьму по подозрению в отравлении Шарлотта родила в узилище посмертного сына — Генриха II. Король позаботился о его воспитании в духе католицизма.

## Семья и дети
От Марии Клевской:
- Екатерина де Бурбон-Конде (1574—1595), маркиза д’Исиль (по матери).

От Шарлотты де ла Тремуй:
- Элеонора де Бурбон-Конде (1587—1619), супруга Филиппа-Вильгельма Оранского.
- Генрих II де Бурбон-Конде (1588—1646), третий принц де Конде.

Внебрачная дочь :
- Анриетта д’Энгиен (ум. после 1626), настоятельница монастыря Перинье-о-Ман.